# Senato di Washington
Il Senato di Washington è la camera alta della Legislatura statale di Washington. Essa si riunisce, insieme alla Camera dei Rappresentanti, nel Campidoglio dello Stato di Washington. 
È composta da 49 membri, ognuno dei quali eletti per un mandato quadriennale ma rinnovati per metà ogni due anni. I rappresentanti non sono soggetti a un numero di mandati.